# 하이랄
하이랄(Hyrule, ハイラル)은 젤다의 전설 시리즈에서 등장하는 지역이다. 대부분의 시리즈에서 메인배경으로 등장하며 젤다의 전설, 링크의 모험, 신들의 트라이포스, 시간의 오카리나, 이상한 모자, 바람의 지휘봉, 황혼의 공주, 스카이워드 소드, 신들의 트라이포스 2, 브레스 오브 더 와일드에서 등장했다.

## 개요
하이랄은 젤다의 전설 시리즈의 주무대가 되는 곳으로, 다양한 종족들이 살아가고 있는 세계이다. 세상을 만든 황금의 세 여신 딘, 넬, 펠이 하이랄을 창조하였으며, 이후 하일리아 여신이 다스렸다.
상당히 풍요로운 땅으로, 대지의 기적에서는 하이랄을 신들의 땅이라고 언급하였고, 가논돌프가 트라이포스를 갈망한 이유 또한 생명을 불러오는 하이랄의 풍요로움을 원했기 때문이다.

## 지리
시리즈마다 하이랄의 형태는 가지각색이지만 크게는 아래의 구조를 따른다.
- 중앙의 평원 - 하이랄 평원, 하이랄 왕국/성
- 북쪽의 화산 - 올딘 화산, 데스마운틴, 헤브라산
- 동쪽의 숲 - 필로네 수해, 코키리의 숲
- 남쪽의 호수 - 플로리아 호, 하일리아 호
- 서쪽의 사막 - 라넬 사막, 겔드 사막

중앙의 평원에는 하일리아인과 인간이, 화산에는 고론족이, 숲에는 코키리족 또는 코로그족이, 호수와 강에는 조라족이, 사막에는 겔드족이 살고 있다.

## 하이랄 왕국
하이랄 왕국(Kingdom of Hyrule)은 하이랄 대지를 다스리는 왕국으로 스카이워드 소드의 젤다와 링크에 의해 세워졌다. 주요 민족은 하일리아인이다. 젤다 시리즈에서 자주 등장하지만 보통은 위기에 빠진 채로 등장한다. 젤다의 전설에서는 소왕국 수준으로 축소 당하고, 신들의 트라이포스, 시간의 오카리나, 황혼의 공주에서는 가논에게 장악당한다. 또한 브레스 오브 더 와일드에서는 재앙가논에 의해 완전히 멸망해버린다.

## 유사 지역
기본적으로 젤다 시리즈의 배경은 하이랄인 경우가 많지만, 하이랄과 비슷한 면이 있는 다른 지역이 메인 배경이 되는 경우도 있다.

### 어둠의 세계
신들의 트라이포스에 등장하는 지역으로 빛의 세계인 하이랄과 함께 게임의 메인배경이 된다. 그 정체는 가논돌프에 의해 타락해버린 성지이다. 기본적으로 하이랄과 같은 구조이지만, 미묘한 차이가 존재한다.

### 코호린트
꿈꾸는 섬에서 등장하는 지역이다. 링크가 하이랄로 돌아가던 중 폭풍을 만나서, 이곳까지 떠밀려왔다. 섬 중앙에 거대한 알이 놓여있는 거대한 타마란치 산이 존재하며, 이곳에 바람의 물고기가 잠들어 있다. 이 섬의 정체는 바람의 물고기의 꿈으로 구현된 세상으로, 링크가 악몽을 무찌르고 바람의 물고기를 깨우자 소멸하게 된다.

### 테르미나
무쥬라의 가면에 등장하는 지역이다. 링크는 스탈키드를 쫓다가 이곳에 도달하게 되며, 3일 후에 떨어질 달을 막기 위해 테르미나를 돌아다니면서 가면을 모아야 한다.
중앙의 클락타운을 중심으로 바다, 화산, 협곡, 늪이 둘러싸고 있으며, 이 지형들이 동시에 목격되는 매우 기형적인 세계이다. 사실 이 세계는 스탈키드가 가지고 있는 하이랄에 대한 기억을 바탕으로 무쥬라의 가면이 구현해낸 가짜 세계이다.
링크가 무쥬라의 가면을 무찌르고, 스탈키드에게도 아침이 찾아오자 테르미나는 소멸한다.

### 홀로드럼, 라브렌느
이상한 나무열매에서 등장하는 지역이다. 대지의 장에는 홀로드럼이, 시공의 장에는 라브렌느가 등장하며 하이랄에서 멀리 떨어진 나라라고 묘사된다.

### 대해원
바람의 지휘봉의 메인 배경이다. 드넓은 대양에 섬들이 드문드문 솟아 있는 것이 특징으로, 사실은 수몰된 하이랄이다. 그래도 본래의 하이랄은 바닷속에 존재하고 있었지만, 붉은 사자왕이 트라이포스에 소원을 빌어서 완전히 수몰시킨다.

### 그림자 세계
황혼의 공주에서 등장한다. 먼 옛날에 트라이포스를 노리던 이들이 추방된 세계이다. 참왕 젠트가 가논돌프의 힘을 빌어 하이랄을 침공하자, 젤다 공주는 항복했고, 하이랄은 그림자의 세계에 종속되고 만다.
이후 링크가 가논돌프를 무찌르고, 그림자 세계의 왕 미드나가 통로인 그림자의 거울을 파괴함으로써 하이랄과는 영원히 분리된다.

### 해왕의 해역
몽환의 모래시계의 메인 배경이다. 해왕이 다스리는 구역으로 4개의 해역으로 구성되어 있다.

### 신 하이랄
대지의 기적에 등장한다. 링크와 테트라가 발견한 신대륙에 세워진 나라로 신의 탑과, 탑에 연결된 철도가 온 대륙을 덮고 있다.

### 스카이로프트, 대지
스카이워드 소드에 등장하는 지역이다. 스카이로프트는 하늘에 떠있는 공중섬이며, 여신 하일리아가 트라이포스를 보호하기 위해 띄운 섬이다.
대지는 하일리아가 쳐놓은 구름의 결계 밑에 존재하는 세상으로 하이랄의 머나먼 과거의 모습이다. 엔딩에서는 스카이로프트의 주민들이 대지로 내려오게 된다.

### 로우랄
신들의 트라이포스 2에서 등장하는 하이랄의 대칭이 되는 평행 세계이다. 힐다 공주가 다스리고 있으며, 땅이 갈라지고 몬스터가 등장하는 등 상태가 좋지 않다. 원래는 로우랄에도 트라이포스가 존재했지만, 트라이포스를 둘러싼 갈등이 끊이지 않자, 왕족들이 트라이포스를 파괴하였다. 그러나 트라이포스는 세계를 지탱하는 기둥이었기 때문에 로우랄은 순식간에 황폐해지고 만다. 모든 여정이 끝난 뒤 링크와 젤다가 트라이포스에 소원을 빌어 로우랄의 트라이포스를 부활시킨다.